# Puig d'Olena
El puig d'Olena és una muntanya de 823,4 metres d'altitud del terme municipal de Sant Quirze Safaja, a la comarca del Moianès.
Està situat a la part central-oriental del terme, a l'esquerra del torrent de la Rovireta i a ponent de la carretera C-1413b, al sud-oest del turó de la Carassa. En el vessant sud-occidental hi ha l'antic sanatori antituberculós de Puigdolena.
Acull un Centre Residencial d’Acció Educativa (CRAE), que anteriorment era un sanatori antituberculós.